# Obszar Chronionego Krajobrazu „Góra Zamkowa”
Obszar Chronionego Krajobrazu „Góra Zamkowa” położony jest w Będzinie, w województwie śląskim. Został ustanowiony 23 czerwca 1993 r. Jego powierzchnia wynosi 6,22 ha. Przez obszar prowadzą szlaki turystyczne – Szlak Husarii Polskiej i Szlak Dwudziestopięciolecia PTTK.

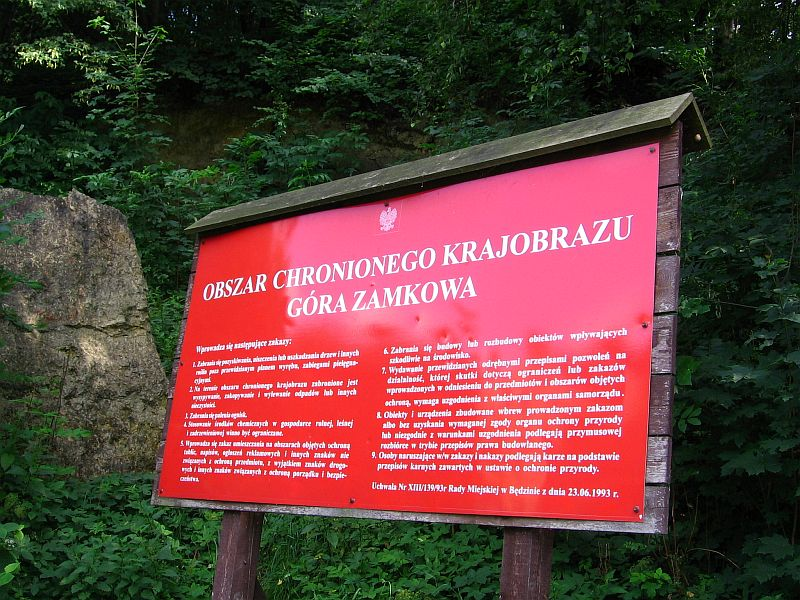
Góra Zamkowa – tablica informacyjna

## Cel ochrony
Obszar chroniony obejmuje wzgórze wraz z zamkiem, parkiem i podziemiami. Park założony został przez Jana Gęborskiego. Podczas 20-lecia międzywojennego był odnawiany i wówczas utworzono park miejski z bramą wejściową obok dzisiejszego Domu Parafialnego. Drzewostan składa się z następujących gatunków drzew liściastych: graby, buki, jesiony, jawory, klony, lipy drobnolistne, dęby szypułkowe, robinia akacjowa i kasztanowiec zwyczajny. Poza tym występują tutaj siedliska grądowe.
Pod Górą Zamkową istnieją podziemia o licznych walorach geologicznych oraz przyrodniczych.